# Včelince
Včelince (węg. Méhi) – wieś (obec) na Słowacji położona w kraju bańskobystrzyckim, w powiecie Rymawska Sobota. Pierwsze wzmianki o miejscowości pochodzą z roku 1332. 
Według danych z dnia 31 grudnia 2012, wieś zamieszkiwało 799 osób, w tym 407 kobiet i 392 mężczyzn.
W 2001 roku rozkład populacji względem narodowości i przynależności etnicznej wyglądał następująco:
- Słowacy – 14,61%
- Czesi – 0,53%
- Romowie – 18,16%
- Węgrzy – 66,45%

Ze względu na wyznawaną religię struktura mieszkańców kształtowała się w 2001 roku następująco:
- Katolicy rzymscy – 75,53%
- Ewangelicy – 3,55%
- Ateiści – 5,39%
- Nie podano – 0,13%